# Trichospermum grewioides
Trichospermum grewioides är en malvaväxtart som beskrevs av Kostermans. Trichospermum grewioides ingår i släktet Trichospermum och familjen malvaväxter. Inga underarter finns listade i Catalogue of Life.